# Bélgica nos Jogos Olímpicos de Verão de 1920
A Bélgica participou dos Jogos Olímpicos de Verão de 1920 em Antuérpia, Países Baixos.